# 김이루
김이루(1988년 3월 16일 ~ )는 대한민국의 배우이다.

## 학력
- 대구한의대학교 한방스포츠의학 학사

## 연기 활동

### 영화
- 2011년 《더 킥》 ... 이루 역
- 2012년 《자칼이 온다》
- 2012년 《내가 고백을 하면》 ... 극장직원2 역
- 2013년 《런닝맨》